# Remo nos Jogos Olímpicos de Verão de 2024 - Oito com feminino
A competição do oito com feminino do remo nos Jogos Olímpicos de Verão de 2024 ocorreu entre 29 de julho e 3 de agosto de 2024 no Estádio Náutico de Vaires-sur-Marne, na Ilha de França. Um total de 63 remadoras representando sete Comitês Olímpicos Nacionais (CON) participaram do evento.

## Qualificação
Cada CON poderia classificar um único barco (oito remadoras e um timoneiro) no oito com feminino. Um total de sete vagas estavam disponíveis, sendo distribuídas da seguinte forma:
- 5 pelo Campeonato Mundial de Remo de 2023 (Romênia, Austrália, Estados Unidos, Canadá e Grã-Bretanha);
- 2 pela regata final de qualificação olímpica (Itália e Dinamarca).

## Formato
No oito com cada barco é impulsionado por oito remadoras e um timoneiro. Por serem barcos de pontas, cada remadora tem remos em apenas um lado, de forma alternada; isso contrasta com os barcos parelhos em que cada remadora usa dois remos, um de cada lado do barco. A competição consiste em rodadas e usa o formato de duas fases. Por contar com poucos barcos, apenas uma final é realizada para determinar a colocação de cada barco. O percurso usa a distância de 2000 metros que se tornou o padrão olímpico para as mulheres em 1992.
Como na edição anterior, a posição de timoneiro foi aberta a qualquer gênero.

## Calendário
Horário local (UTC+2)
| Dia         | Horário | Fase          |
| ----------- | ------- | ------------- |
| 29 de julho | 12:00   | Eliminatórias |
| 1 de agosto | 10:10   | Repescagem    |
| 3 de agosto | 10:50   | Final         |

## Medalhistas
|  | ROU Romênia |  | CAN Canadá |  | GBR Grã-Bretanha |
|  | Adriana Adam Roxana Anghel Amalia Bereș Ancuța Bodnar Maria-Magdalena Rusu Maria Lehaci Ioana Vrînceanu Simona Radiș Victoria-Ștefania Petreanu (T) |  | Abigail Dent Caileigh Filmer Kasia Gruchalla-Wesierski Maya Meschkuleit Sydney Payne Jessica Sevick Kristina Walker Avalon Wasteneys Kristen Kit (T) |  | Annie Campbell-Orde Holly Dunford Emily Ford Lauren Irwin Heidi Long Rowan McKellar Eve Stewart Harriet Taylor Henry Fieldman (T) |

## Resultados

### Eliminatórias
As vencedoras de cada bateria se classificam para a final, enquanto o restante disputa a repescagem.
Eliminatória 1
| Pos. | Raia | Remadoras | CON              | Tempo   | Notas |
| ---- | ---- | --- | ---------------- | ------- | ----- |
| 1    | 2    | Annie Campbell-Orde Holly Dunford Emily Ford Lauren Irwin Heidi Long Rowan McKellar Eve Stewart Harriet Taylor Henry Fieldman (T)                       | GBR Grã-Bretanha | 6:16.20 | Q     |
| 2    | 4    | Katrina Werry Lucy Stephan Jacqueline Swick Georgina Rowe Sarah Hawe Giorgia Patten Bronwyn Cox Paige Barr Hayley Verbunt (T)                           | AUS Austrália    | 6:18.61 | R     |
| 3    | 1    | Frida Werner Foldager Clara Hornnaess Sara Johansen Nikoline Laidlaw Karen Mortensen Caroline Munch Nanna Vigild Sofie Vikkelsoee Sophie Østergaard (T) | DEN Dinamarca    | 6:21.31 | R     |
| 4    | 3    | Abigail Dent Caileigh Filmer Kasia Gruchalla-Wesierski Maya Meschkuleit Sydney Payne Jessica Sevick Kristina Walker Avalon Wasteneys Kristen Kit (T)    | CAN Canadá       | 6:39.30 | R     |

Eliminatória 2
| Pos. | Raia | Remadoras | CON                | Tempo   | Notas |
| ---- | ---- | --- | ------------------ | ------- | ----- |
| 1    | 1    | Magdalena Rusu Roxana Anghel Amalia Bereș Ancuța Bodnar Maria Lehaci Adriana Adam Ioana Vrînceanu Simona Radiș Victoria-Ștefania Petreanu (T)     | ROU Romênia        | 6:12.31 | Q     |
| 2    | 3    | Charlotte Buck Molly Bruggeman Olivia Coffey Claire Collins Margaret Hedeman Meghan Musnicki Regina Salmons Madeleine Wanamaker Nina Castagna (T) | USA Estados Unidos | 6:19.00 | R     |
| 3    | 2    | Veronica Bumbaca Alice Codato Linda De Filippis Alice Gnatta Elisa Mondelli Giorgia Pelacchi Aisha Rocek Silvia Terrazzi Emanuele Capponi (T)     | ITA Itália         | 6:28.47 | R     |

### Repescagem
As quatro primeiras se classificam para a final, enquanto a quinta colocada é eliminada.
| Pos. | Raia | Remadoras | CON                | Tempo   | Notas |
| ---- | ---- | --- | ------------------ | ------- | ----- |
| 1    | 2    | Charlotte Buck Molly Bruggeman Olivia Coffey Claire Collins Margaret Hedeman Meghan Musnicki Regina Salmons Madeleine Wanamaker Nina Castagna (T)       | USA Estados Unidos | 6:03.93 | Q     |
| 2    | 4    | Abigail Dent Caileigh Filmer Kasia Gruchalla-Wesierski Maya Meschkuleit Sydney Payne Jessica Sevick Kristina Walker Avalon Wasteneys Kristen Kit (T)    | CAN Canadá         | 6:04.81 | Q     |
| 3    | 3    | Katrina Werry Lucy Stephan Jacqueline Swick Georgina Rowe Sarah Hawe Giorgia Patten Bronwyn Cox Paige Barr Hayley Verbunt (T)                           | AUS Austrália      | 6:06.09 | Q     |
| 4    | 1    | Veronica Bumbaca Alice Codato Linda De Filippis Alice Gnatta Elisa Mondelli Giorgia Pelacchi Aisha Rocek Silvia Terrazzi Emanuele Capponi (T)           | ITA Itália         | 6:09.65 | Q     |
| 5    | 5    | Frida Werner Foldager Clara Hornnaess Sara Johansen Nikoline Laidlaw Karen Mortensen Caroline Munch Nanna Vigild Sofie Vikkelsoee Sophie Østergaard (T) | DEN Dinamarca      | 6:22.21 |       |

### Final
Na regata final são decididas as medalhistas.
| Pos.              | Raia | Remadoras | CON                | Tempo   |
| ----------------- | ---- | --- | ------------------ | ------- |
| Medalha de ouro   | 3    | Magdalena Rusu Roxana Anghel Amalia Bereș Ancuța Bodnar Maria Lehaci Adriana Adam Ioana Vrînceanu Simona Radiș Victoria-Ștefania Petreanu (T)        | ROU Romênia        | 5:54.39 |
| Medalha de prata  | 2    | Abigail Dent Caileigh Filmer Kasia Gruchalla-Wesierski Maya Meschkuleit Sydney Payne Jessica Sevick Kristina Walker Avalon Wasteneys Kristen Kit (T) | CAN Canadá         | 5:58.84 |
| Medalha de bronze | 4    | Annie Campbell-Orde Holly Dunford Emily Ford Lauren Irwin Heidi Long Rowan McKellar Eve Stewart Harriet Taylor Henry Fieldman (T)                    | GBR Grã-Bretanha   | 5:59.51 |
| 4                 | 6    | Katrina Werry Lucy Stephan Jacqueline Swick Georgina Rowe Sarah Hawe Giorgia Patten Bronwyn Cox Paige Barr Hayley Verbunt (T)                        | AUS Austrália      | 6:00.73 |
| 5                 | 5    | Charlotte Buck Molly Bruggeman Olivia Coffey Claire Collins Margaret Hedeman Meghan Musnicki Regina Salmons Madeleine Wanamaker Nina Castagna (T)    | USA Estados Unidos | 6:01.73 |
| 6                 | 1    | Veronica Bumbaca Alice Codato Linda De Filippis Alice Gnatta Elisa Mondelli Giorgia Pelacchi Aisha Rocek Silvia Terrazzi Emanuele Capponi (T)        | ITA Itália         | 6:07.51 |